# Vũ Xuân Cường
Vũ Xuân Cường (sinh ngày 22 tháng 8 năm 1966) là một chính trị gia người Việt Nam. Ông hiện là Phó Bí thư thường trực tỉnh uỷ, Chủ tịch Hội đồng nhân dân tỉnh Lào Cai khoá XVI. Đại biểu Quốc hội Việt Nam khóa 14 nhiệm kì 2016-2021, thuộc đoàn đại biểu Quốc hội tỉnh Lào Cai, Ông đã trúng cử đại biểu Quốc hội năm 2016 ở đơn vị bầu cử số 1, tỉnh Lào Cai gồm có thành phố Lào Cai và các huyện: Bát Xát, Sa Pa, Văn Bàn.

## Xuất thân
Vũ Xuân Cường quê quán ở xã Vĩnh Hồng, huyện Bình Giang, tỉnh Hải Dương.
Ông hiện cư trú ở Số nhà 084 đường Hoàng Văn Thụ, Tổ 18, phường Cốc Lếu, thành phố Lào Cai, tỉnh Lào Cai.

## Giáo dục
- Giáo dục phổ thông: 10/10
- Cử nhân Kinh tế (chuyên ngành Tài chính - Kế toán)
- Cử nhân chính trị

## Sự nghiệp
Ông gia nhập Đảng Cộng sản Việt Nam vào ngày 25/4/1995.
- Từ tháng 5/1988 đến tháng 5/1990: Cán bộ phòng kế toán, Công ty Điện máy - Vật liệu chất đốt Hoàng Liên Sơn.
- Tháng 6/1990 đến tháng 10/1991: Kế toán trưởng, Xí nghiệp Gia công - Sản xuất - Dịch vụ Yên Bái thuộcCông ty Công nghệ phẩm Hoàng Liên Sơn.
- Tháng 11/1991 đến tháng 7/1992: Cán bộ Phòng kế toán, Công ty Xuất - nhập khẩu tỉnh Lào Cai.
- Tháng 8/1992 đến tháng 3/1998: Cán bộ phòng Quản lý ngân sách, Sở Tài chính Lào Cai.
- Tháng 4/1998 đến tháng 9/2001: Trưởng phòng Quản lý ngân sách, Sở Tài chính.
- Tháng 10/2001 đến tháng 2/2008: Phó Trưởng Ban, Trưởng Ban Quản lý Khu Kinh tế tỉnh Lào Cai.
- Tháng 3/2008 đến tháng 4/2010: Phó Bí thư Huyện ủy, Chủ tịch UBND huyện Bắc Hà.
- Tháng 4/2010 đến tháng 9/2010: Phó Giám đốc Sở Nội vụ Lào Cai.
- Tháng 10/2010 đến tháng 12/2011: Tỉnh ủy viên, Phó Giám đốc Sở Nội vụ Lào Cai.
- Tháng 1/2012 đến tháng 7/2014 : Tỉnh ủy viên, Giám đốc Sở Nội vụ Lào Cai.
Ông từng là đại biểu hội đồng nhân dân tỉnh Lào Cai khóa 14 nhiệm kỳ 2011-2016.
Ngày 10/12/2015, tại kỳ họp thứ 15, Hội đồng nhân dân tỉnh khóa XIV nhiệm kỳ 2011 – 2016, ông Vũ Xuân Cường được bầu giữ chức vụ Phó Chủ tịch Hội đồng nhân dân tỉnh Lào Cai.
Khi ứng cử đại biểu Quốc hội Việt Nam khóa 14 vào tháng 5 năm 2016 ông đang là Ủy viên Ban Thường
vụ Tỉnh ủy, Phó Chủ tịch Hội đồng nhân dân tỉnh Lào Cai, làm việc ở Hội đồng Nhân dân tỉnh Lào Cai.
Ông đã trúng cử đại biểu Quốc hội năm 2016 ở đơn vị bầu cử số 1, tỉnh Lào Cai gồm có thành phố Lào Cai và các huyện: Bát Xát, Sa Pa, Văn Bàn, được 185.406 phiếu, đạt tỷ lệ 82,62% số phiếu hợp lệ. Là Ủy viên Ban Thường vụ Tỉnh ủy, Phó Chủ tịch Hội đồng nhân dân tỉnh, Trưởng Đoàn Đại biểu Quốc hội tỉnh Lào Cai, Ủy viên Ủy ban Tài chính, Ngân sách của Quốc hội.
Ông hiện đang là Phó Bí thư thường trực tỉnh uỷ Lào Cai.